# Xyris schliebenii
Xyris schliebenii är en gräsväxtart som beskrevs av Karl von Poellnitz. Xyris schliebenii ingår i släktet Xyris och familjen Xyridaceae. Inga underarter finns listade i Catalogue of Life.